# Ivan Izquierdo
Ivan Antonio Izquierdo ONMC (Buenos Aires, 16 de setembro de 1937 – Porto Alegre, 9 de fevereiro de 2021) foi um médico e cientista argentino naturalizado brasileiro. Começou sua carreira na Argentina, mas foi no Brasil que se estabeleceu como pioneiro no estudo da neurobiologia da memória e do aprendizado. Destaca-se entre os cientistas brasileiros mais citados em todas as áreas do conhecimento.

## Biografia
Ivan Izquierdo nasceu como filho mais velho de pai argentino de origem catalã e de mãe croata. Influenciado por um tio médico, graduou-se em Medicina em 1961, na Universidade de Buenos Aires (UBA), e completou seu doutorado em Farmacologia em 1963, também na mesma instituição. Por cerca de uma década, ele trabalhou como professor na Universidade Nacional de Córdoba (UNC), na Argentina, mas, devido a motivos políticos (a Ditadura Argentina) e pessoais (sua esposa, Ivone, é brasileira), acabou mudando-se para o Brasil no começo da década de 1970 e, desde 1978, reside em Porto Alegre, capital do Estado do Rio Grande do Sul. Em 1981, Izquierdo obteve nacionalidade brasileira.
No Brasil, por mais de vinte anos, Ivan Izquierdo dirigiu o "Centro de Memória" do Departamento de Bioquímica do Instituto de Ciências Básicas da Saúde (ICBS) da Universidade Federal do Rio Grande do Sul (UFRGS), onde formou de quarenta e um doutores ao longo dos anos, influenciando toda uma geração de jovens cientistas que hoje trabalham em diversas universidades do Brasil e do exterior. Após aposentar-se, transferiu-se para a Pontifícia Universidade Católica do Rio Grande do Sul (PUCRS), onde fundou o Centro de Memória do Instituto do Cérebro (InsCer) daquela Universidade, onde continuou a desenvolver sua pesquisas e a formar novos cientistas.

### Contribuições
Ivan Izquierdo fez inúmeras contribuições originais para a compreensão das bases celulares do armazenamento e da evocação da memória. Seu trabalho concentra-se nos mecanismos biológicos dos processos mnemônicos, e utiliza abordagens experimentais que vão desde a psicobiologia comportamental à neuroquímica, à farmacologia, à neurofisiologia e à neurologia experimental, frequentemente empregando microinfusões intracerebrais de fármacos e estudando seus efeitos sobre diferentes processos celulares, sistemas de receptores encefálicos, e, em particular, sobre o desempenho em diferentes tarefas comportamentais.
Foi um dos primeiros a mostrar o papel fisiológico-comportamental da adrenalina, da dopamina, dos peptídios opióides endógenos e da acetilcolina na modulação da consolidação da memória e da evocação da memória dependente de estado. Mais tarde, investigou a influência dos benzodiazepínicos e do sistema GABAérgico sobre a memória. Entre as principais contribuições de seu trabalho incluem-se as bases moleculares da formação, evocação, persistência e extinção da memória no encéfalo dos mamíferos, a dependência de estado endógena e a discriminação funcional entre memórias de curta e de longa duração.
Ao longo de quase quatro décadas, Ivan Izquierdo publicou mais de 500 artigos científicos em periódicos indexados (isto é, em que há avaliação pelos pares) e é, há anos, um dos cientistas brasileiros (e latinoamericanos) mais citados na literatura especializada: treze de seus artigos foram citados mais de 100 vezes, e, desde 1958, o conjunto de sua obra recebeu mais de dez mil citações. Também publicou dezessete livros, seis dos quais, de ficção e de crônicas, sua mais recente paixão intelectual.
Foi membro de diversas Academias de Ciências no Brasil e no mundo - foi eleito, em maio de 2007, Membro Estrangeiro da Academia Nacional de Ciências dos Estados Unidos da América. Desde 2004, Izquierdo foi diretor da Academia Brasileira de Ciências - e recebeu mais de trinta importantes prêmios nacionais e internacionais, inclusive a maior comenda civil brasileira, a Ordem de Rio Branco (em 2007).
Além disso, Izquierdo é Doutor Honoris causa da Universidade Federal do Paraná (UFPR), e Prêmio em Ciências da Fundação Conrado Wessel (2007). Na Argentina, além de Professor Honoris Causa da Universidade Nacional de Córdoba (2007), Izquierdo foi a oitava personalidade, desde 1821, a ser nomeado Professor Honorário da Universidade de Buenos Aires, sendo que todos os outros foram laureados com o prêmio Nobel.

## Morte
Izquierdo morreu em 9 de fevereiro de 2021, em Porto Alegre, aos 84 anos de idade, devido a complicações causadas por uma pneumonia, que encerrou um longo convalescimento.

## Prêmios
- Prêmio Almirante Álvaro Alberto de 2010.[3]

## Obras
- A arte de esquecer[3]

## Participações em Podcast
- Fronteiras da Ciência (12 de junho de 2017): Frontdaciência – T08E15 – Ivan Izquierdo – Memórias da memória
- Fronteiras da Ciência (7 de agosto de 2017): Frontdaciência – T08E23 – Ivan Izquierdo II – O que é a memória?

## Outras fontes
- New Members Chosen By Academy (The National Academies NEWS, May 1, 2007)
- Ordem Nacional do Mérito Científico - ABC[ligação inativa]
- Perfil de Ivan A Izquierdo - Academia Brasileira de Ciências
- Curriculum Vitae de Ivan A Izquierdo